# Розора Ірина Василівна
Ірина Василівна Розора (29 грудня 1979, Київ) — українськая математикиня, педагог, доктор фізико-математичних наук (2023), доцент (2010), завідувачка кафедри прикладної статистики факультету комп'ютерних наук та кібернетики Київського національного університету імені Тараса Шевченка.

## Життєпис
1997 року закінчила середню школу № 92 та вступила на механіко-математичний факультет Київського національного університету імені Тараса Шевченка.
2002 — отримала диплом магістра за відзнакою, спеціалізація «теорія ймовірностей та математична статистика» та вступила до аспірантури механіко-математичного факультету під керівництвом доктора фізико-математичних наук Юрія Васильовича Козаченка.
Після закінчення аспірантури: асистент, доцент кафедри прикладної статистики факультету комп'ютерних наук та кібернетики.
2005 року захистила кандидатську дисертацію «Моделювання випадкових процесів та полів із даною точністю та надійністю», спеціальність 01.01.05 — теорія ймовірностей і математична статистика.
2020 року захистила докторську дисертацію на тему «Статистичні властивості оцінок імпульсних перехідних функцій» (науковий консультант — Козаченко Юрій Васильович).

## Наукові інтереси
- дослідження властивостей випадкових процесів та полів
- моделювання випадкових процесів із заданою точністю та надійністю в різних банахових просторах
- актуарна математика.

## Науковий доробок
Автор понад 20 наукових робіт, 2 підручників та 1 монографії.